# Kincaid, Kansas
Kincaid là một thành phố thuộc quận Anderson, tiểu bang Kansas, Hoa Kỳ. Năm 2010, dân số của xã này là 122 người.

## Dân số
Dân số các năm:
- Năm 2000: 178 người
- Năm 2010: 122 người